# Tuhanec
Tuhanec (německy Tuhanzel) je malá vesnice a část obce Tuhaň v okrese Česká Lípa v Libereckém kraji.

## Historie
První písemná zmínka o vsi pochází z roku 1394.

## Přírodní poměry
V katastrálním území vesnice, které je součástí evropsky významné lokality Roverské skály, je přírodní rezervace Kostelecké bory.

## Obyvatelstvo
Při sčítání lidu v roce 1921 ve vsi žilo 128 obyvatel (z toho 63 mužů), z nichž bylo devět Čechoslováků a 119 Němců. Kromě jednoho evangelíka se hlásili k římskokatolické církvi. Podle sčítání lidu z roku 1930 měla vesnice 123 obyvatel: dvacet Čechoslováků a 103 Němců. S výjimkou šesti osob bez vyznání byli římskými katolíky.